# Бельченко, Сергей Саввич
Серге́й Са́ввич Бе́льченко (4 октября 1902 года, с. Солёное (ныне Солонянского района Днепропетровской области) — 9 января 2002 года, Москва) — высокопоставленный работник органов госбезопасности СССР, в годы Великой Отечественной войны — организатор и руководитель партизанского движения на оккупированной территории. Нарком (министр) внутренних дел Белорусской ССР (1943—1953), заместитель председателя КГБ СССР (1957—1959). Генерал-полковник (1958).
Член РКП(б) с 1925 года. Депутат Верховного Совета СССР 3-го созыва (1950—1954), Верховного Совета РСФСР 4-го созыва, Верховного Совета Белорусской ССР.

## Биография
Родился в семье крестьянина-батрака. Окончил 4 класса сельской школы, один класс двухклассной земской школы, 3—5 классы Екатеринославской украинской гимназии и два курса социально-экономического техникума. С 1921 года, после окончания 3-месячных курсов, работал продинспектором в уездном продовольственном комитете, в эти же годы стал активистом комсомольской организации и бойцом переменного состава ЧОН.
С марта 1924 года — на срочной службе в Красной Армии, которую проходил в береговой артиллерии Севастопольской крепости. С 1925 года по 1927 год обучался в Киевской военно-политической школе.
С 1927 года — политрук, затем командир кавалерийского взвода маневренной группы 47-го погранотряда (город Керки, Туркменская ССР), затем — в 48-м пограничном отряде (город Сарай Камар, Таджикская ССР). С 1929 года — инструктор Отдельной Сурхан-Дарьинской погранкомендатуры (город Термез, Узбекистан). С 1930 года — помощник коменданта, комендант отдельной погранкомендатуры (город Калаи-Хумб, Горно-Бадахшанская автономная область). Принимал непосредственное участие в боевых действиях против басмачей, включая разгром отрядов Ибрагим-бека.
С 1932 года — слушатель командно-политического курса Высшей пограничной школы ОГПУ в Москве. С 1933 года — начальник клуба и преподаватель Высшей пограничной школы ОГПУ/НКВД. С 17 июня 1937 года — инспектор политотдела Главного управления пограничных войск НКВД СССР. С 26 апреля 1939 года — заместитель начальника Отдела культпросветработы политуправления Главного управления пограничных войск НКВД СССР, а затем заместитель начальника Управления погранвойск НКВД БССР.
Со 2 ноября 1939 года — заместитель начальника Управления НКВД по Белостокской области. С 1940 года — начальник Управления НКВД по Белостокской области. Вскоре был понижен в должности до заместителя начальника управления НКВД по Белостокской области. С 1941 года — вновь начальник Управления НКГБ по Белостокской области.
С июля 1941 года — заместитель начальника Особого отдела Западного фронта. С мая 1942 года — начальник Западного штаба партизанского движения. С сентября 1942 года — представитель Центрального штаба партизанского движения, член Военного совета Калининского фронта. С апреля по ноябрь 1943 года — заместитель начальника Центрального штаба партизанского движения.
С 30 октября 1943 по 16 марта 1953 года — нарком (министр с 1946 года) внутренних дел Белорусской ССР. Один из ведущих руководителей борьбу с вооружёнными националистическими формированиями в Белоруссии, в основной массе ликвидированными к концу 1947 года.
С марта по декабрь 1953 года — начальник Третьего спецотдела МВД СССР, с 16 декабря 1953 года — начальник пограничных войск Ленинградского округа. Начальник Управления КГБ по Ленинградской области (март 1954 — январь 1956).
С января 1956 по июль 1959 года — заместитель председателя КГБ при Совете Министров СССР. Одновременно в 1956—1957 годах — представитель КГБ в Венгрии, участник подавления Венгерского восстания.
С августа 1959 года в отставке «по болезни». После 1959 года работал в Советском комитете ветеранов войны. Член правления обществ дружбы «СССР — Швейцария» и «СССР — Люксембург». Почётный член общества «Динамо».
Скончался 9 января 2002 года. Похоронен на Кунцевском кладбище.

## Награды
- Орден Жукова (23.08.1998)
- Орден Дружбы (28.04.1995)
- 4 ордена Ленина (15.08.1944, 21.04.1945, 30.12.1948, 6.08.1949)
- 5 орденов Красного Знамени (21.12.1941, 7.03.1943, 3.11.1944, 5.11.1954, 18.12.1956)
- Орден Отечественной войны I (11.03.1985) степени
- Орден Красной Звезды (1.10.1982)
- Медаль «В ознаменование 100-летия со дня рождения Владимира Ильича Ленина»
- Медаль «Партизану Отечественной войны» I степени
- Медаль «Партизану Отечественной войны» II степени
- Медаль «За отличие в охране государственной границы СССР»
- Медаль «За оборону Москвы»
- Медаль «За победу над Германией в Великой Отечественной войне 1941-1945 гг.»
- Медаль «20 лет победы в Великой Отечественной войне 1941—1945 гг.»
- Медаль «30 лет победы в Великой Отечественной войне 1941—1945 гг.»
- Медаль «40 лет победы в Великой Отечественной войне 1941—1945 гг.»
- Медаль «50 лет Победы в Великой Отечественной войне 1941-1945 гг.»
- Медаль «В память 850-летия Москвы»
- Медаль «За доблестный труд в Великой Отечественной войне 1941-1945 гг.»
- Медаль «Ветеран Вооружённых Сил СССР»
- Медаль «30 лет Советской Армии и Флота»
- Медаль «40 лет Вооруженных Сил СССР»
- Медаль «50 лет Вооружённых Сил СССР»
- Медаль «60 лет Вооружённых Сил СССР»
- Медаль «70 лет Вооружённых Сил СССР»
- Медаль «50 лет советской милиции»
- Медаль «В память 800-летия Москвы»
- Медаль «В память 250-летия Ленинграда»
- Знак Заслуженный работник НКВД (1941)
- Знак Заслуженный работник МВД (1947)
- Знак Почётный сотрудник госбезопасности (1968)
- Медаль «В память 20-летия Словацкого восстания 1944 года» (ЧССР)
- Медаль «Борцу против фашизма 1933-1945» (ГДР)

## Специальные и воинские звания
- Старший политрук (15 мая 1936)
- Батальонный комиссар (10 марта 1938)
- Полковой комиссар (3 сентября 1939)
- Майор государственной безопасности (28 апреля 1941)
- Полковник государственной безопасности (14 февраля 1943)
- Комиссар государственной безопасности (17 августа 1943)
- Комиссар государственной безопасности 3-го ранга (9 июня 1945)
- Генерал-лейтенант (9 июля 1945)
- Генерал-полковник (18 февраля 1958)

## Память
- Мемориальная доска на здании Министерства внутренних дел Республики Беларусь (ул. Городской Вал, 4) (Минск, 2012)[2][3].
- Имя присвоено средней школе № 152 г. Минска[4]. Одна из экспозиций в школьном музее посвящена С. С. Бельченко. На здании школы установлена аннотационная доска.